# Bóng đá tại Thế vận hội Mùa hè 1900

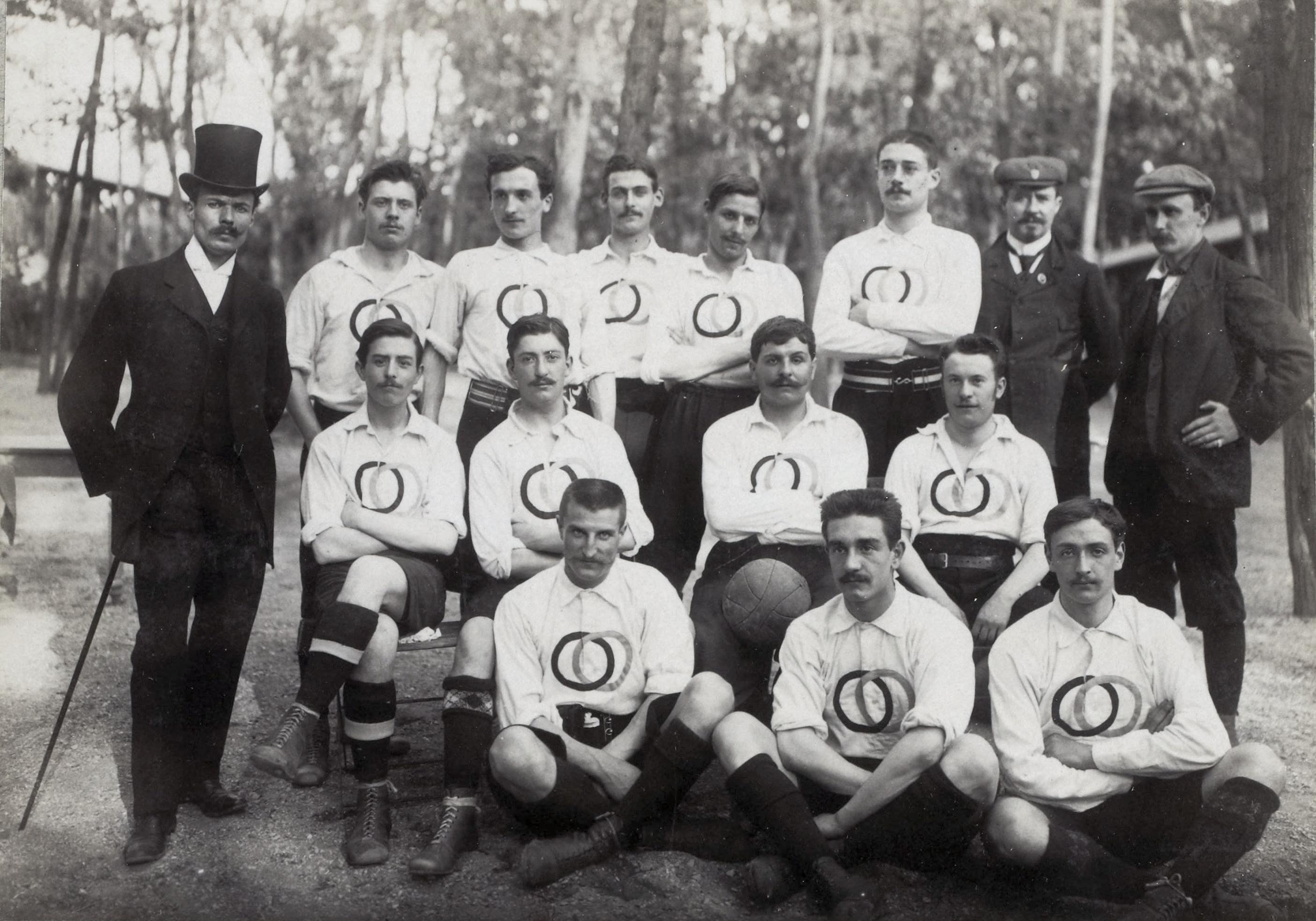
Đội tuyển Pháp được lựa chọn từ Union des Sociétés Françaises de Sports Athlétiques (Liên đoàn các hội thể thao Pháp).

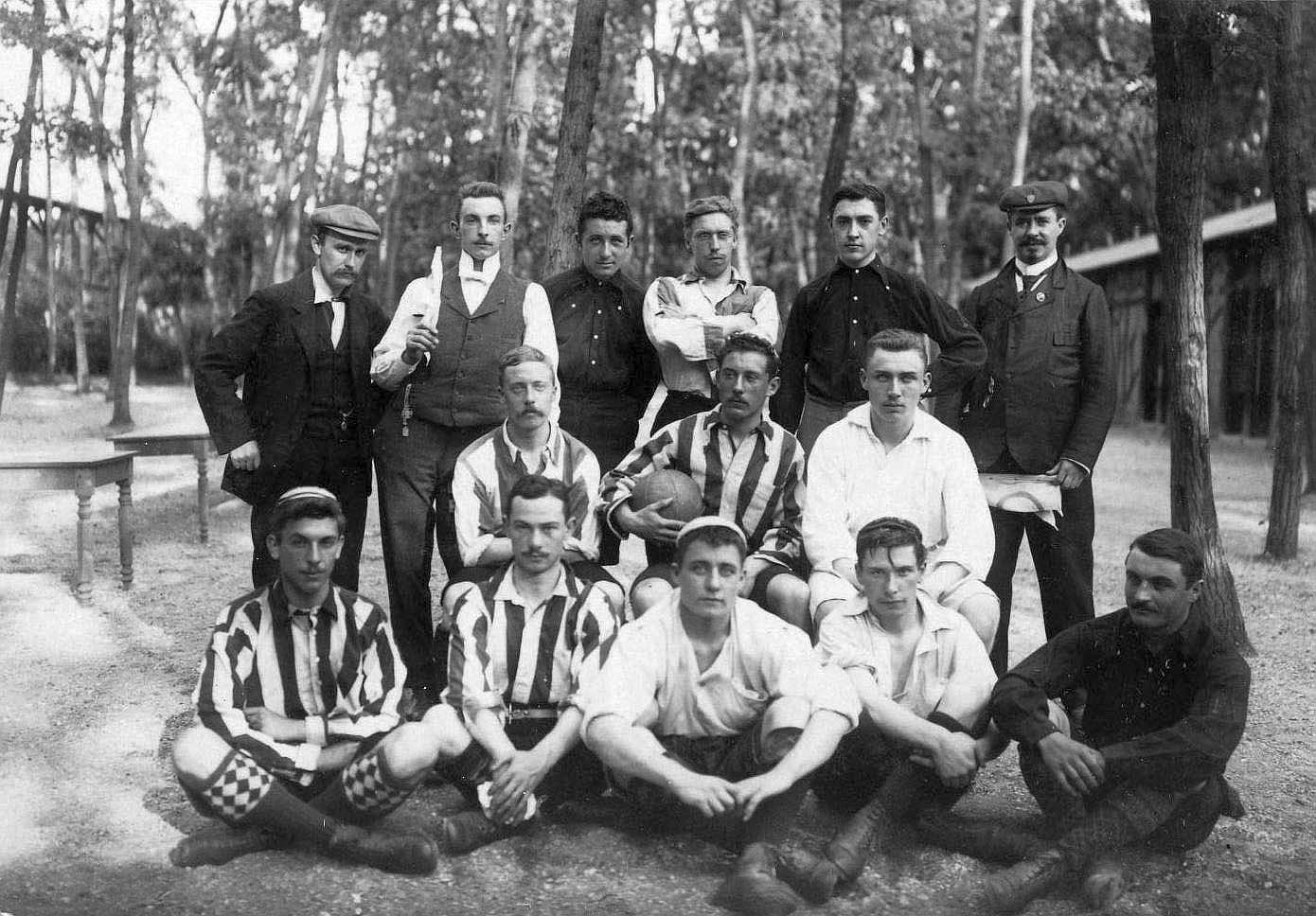
Đội tuyển Bỉ được đại học Bruxelles lựa chọn

Tại Thế vận hội Mùa hè 1900, môn bóng đá lần đầu được tổ chức. Chỉ có hai trận đấu biểu diễn ra giữa hai đội mà không trao huy chương. Mặc dù vậy Ủy ban Olympic Quốc tế hiện coi Anh Quốc, Pháp và Bỉ lần lượt là các đoàn giành huy chương vàng, bạc và đồng với mục đích hài hòa các kỳ đại hội Olympic đầu tiên với chương trình trao huy chương hiện nay.

## Bảng huy chương
| Vị trí | Quốc gia       | Vàng | Bạc | Đồng | Tổng |
| 1      | Anh Quốc (GBR) | 1    | 0   | 0    | 1    |
| 2      | Pháp (FRA)     | 0    | 1   | 0    | 1    |
| 3      | Bỉ (BEL)       | 0    | 0   | 1    | 1    |

## Các trận đấu
| Vị trí | Đội                     | Quốc gia       | Thành tích | Thành tích | Thành tích | Bàn thắng | Bàn thua |
| Vị trí | Đội                     | Quốc gia       | Thắng      | Thua       | Tỉ lệ      | Bàn thắng | Bàn thua |
| ------ | ----------------------- | -------------- | ---------- | ---------- | ---------- | --------- | -------- |
| 1      | Upton Park              | Anh Quốc (GBR) | 1          | 0          | 1.000      | 4         | 0        |
| 2      | USFSA XI                | Pháp (FRA)     | 1          | 1          | .500       | 6         | 6        |
| 3      | Université de Bruxelles | Bỉ (BEL)       | 0          | 1          | .000       | 2         | 6        |

| USFSA XI | 0–4      | Upton Park                                   |
| -------- | -------- | -------------------------------------------- |
|          | Chi tiết | Nicholas ??', ??' · Turner ??' · Zealley ??' |

| USFSA XI                                 | 6 – 2    | Université de Bruxelles           |
| ---------------------------------------- | -------- | --------------------------------- |
| Peltier 1' · 13' · ??' · ??' · ??' · ??' | Chi tiết | Spannoghe ??' · van Heuckelum ??' |

Trong trận đấu đầu tiên, Upton Park của Anh dễ dàng vượt qua USFSA XI với tỉ số 4-0.
Trận đấu thứ hai sôi nổi hơn. Gaston Peltier ghi bàn giúp USFSA XI sớm dẫn trước từ phút thứ nhất nhưng Đại học Bruxelles ghi hai bàn để kết thúc hiệp một với lợi thế 2-1. Tuy nhiên đội bóng Pháp ghi liền 5 bàn trong hiệp hai để giành chiến thắng 6–2.